# Quérénaing
Quérénaing is een gemeente in het Franse Noorderdepartement (Frans: département du Nord) (regio Hauts-de-France). De gemeente telde op 1 januari 2022 863 inwoners en maakt deel uit van het arrondissement Valenciennes.

## Geografie
De oppervlakte van Quérénaing bedroeg op 1 januari 2022 4,32 vierkante kilometer; de bevolkingsdichtheid was toen 199,8 inwoners per km².

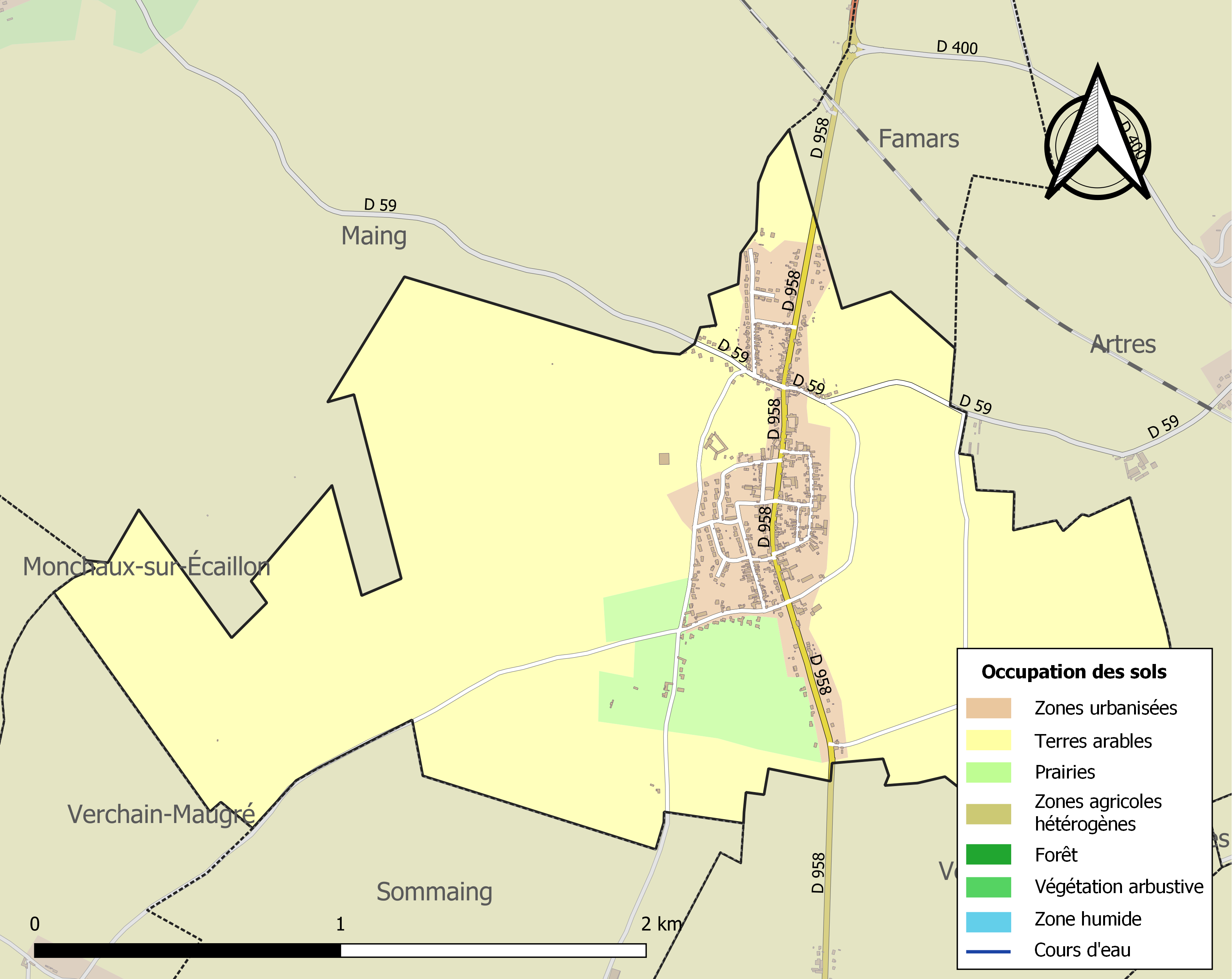
Kaart van de gemeente met belangrijkste infrastructuur, bodemgebruik en omliggende gemeenten

## Bezienswaardigheden
- De Église Saint-Landelin
- Op de gemeentelijke begraafplaats van Quérénaing bevindt zich een Brits militair perk met 21 gesneuvelden uit de Eerste Wereldoorlog.

## Demografie
Onderstaande figuur toont het verloop van het inwonertal (bron: INSEE-tellingen).